# O Gato Preto
O Gato Preto (em inglês: The Black Cat) é um conto do escritor estadunidense Edgar Allan Poe. Foi publicado em uma edição do Saturday Evening Post de 19 de agosto de 1843. É um estudo da psicologia da culpa, também comparado ao conto "The Tell-Tale Heart", também de Poe.

## Alusão
- O uso da palavra 'Gato Preto' evocou várias superstições, incluindo a ideia dita pela esposa do personagem de Allan Poe que eles todos são bruxas em disfarce. O gato na história de Edgar Allan Poe chama-se Pluto em referência ao deus grego do Inferno, ou ainda, do mundo subterrâneo para onde os mortos iam, já que a noção de inferno como a conhecemos foi disseminada pela cultura judaico-cristã.

## No cinema
"O Gato Preto" foi adaptado para o cinema em 1934, num filme que trazia no elenco Bela Lugosi e Boris Karloff. Em 1941, veio outro filme com Lugosi e Basil Rathbone, sendo uma adaptação que traz muitas semelhanças com a história.
Muitas outras adaptações vieram, mas a mais fiel à história original veio no meio de uma trilogia de filmes de Roger Corman, intitulado Tales of Terror em 1962. Entretanto, o filme todo teve participação de Vincent Price como o "chefe", e, no segmento, ele foi papel de suporte com Peter Lorre interpretando o personagem principal. O filme de 1934, Maniac, também adaptou livremente a história. Nesta versão, segue um antigo ator vaudeville que mata um médico e coloca o cadáver em um estranho lugar para esconder o seu crime.
O episódio da série 'Masters Of Horror' ("The Black Cat"), produzido por Stuart Gordon e escrito por Dennis Paoli & Stuart Gordon é também ele baseado neste conto. Nos papéis de Edgar Allan Poe e Virginia Poe estão Jeffrey Combs e Elyse Levesque, respectivamente.